# Mesua hexapetala
Mesua hexapetala là một loài thực vật có hoa trong họ Calophyllaceae. Loài này được (Hook. f.) P.S. Ashton mô tả khoa học đầu tiên năm 1988.